# كوينتن بانديرا
كوينتن بانديرا هو جندي كوبي، ولد في 1837 في سانتياغو دي كوبا في كوبا، وتوفي في 1906.